# Clima de Estonia

Tipos de clasificación climática de Köppen de Estonia.

Estonia se encuentra en la parte norte de la zona climática templada y en la zona de transición entre el clima marítimo y el continental. Debido a que Estonia —al igual que toda Europa del Norte— recibe de forma constante masas de aire marítimo influenciadas por el calor del océano Atlántico norte, su clima es más suave de lo que correspondería a su latitud septentrional. El mar Báltico genera diferencias entre el clima de las zonas costeras y las del interior.

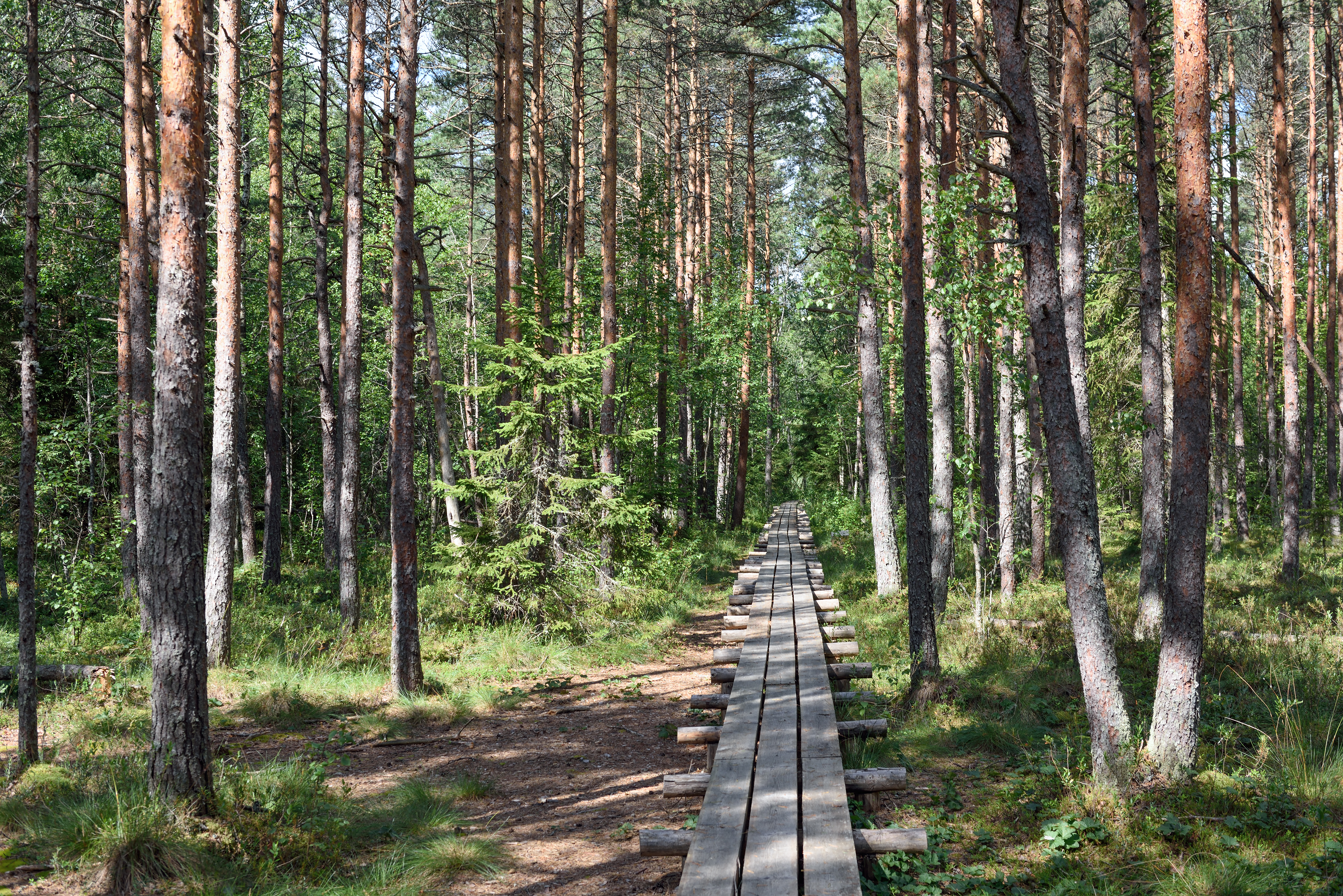
Reserva Natural de Endla en Estonia.

El país cuenta con cuatro estaciones de duración aproximadamente igual. Las temperaturas medias oscilan entre los 17,8 °C en las islas bálticas y los 18,4 °C en el interior durante julio, el mes más cálido; y entre −1,4 °C en las islas bálticas y −5,3 °C en el interior durante febrero, el mes más frío. La temperatura media anual en Estonia es de 6,4 °C. El clima también está influido por el océano Atlántico, la corriente del Atlántico Norte y el Mínimo Islandés, una zona caracterizada por la formación de ciclones y una presión atmosférica más baja que en las regiones vecinas.

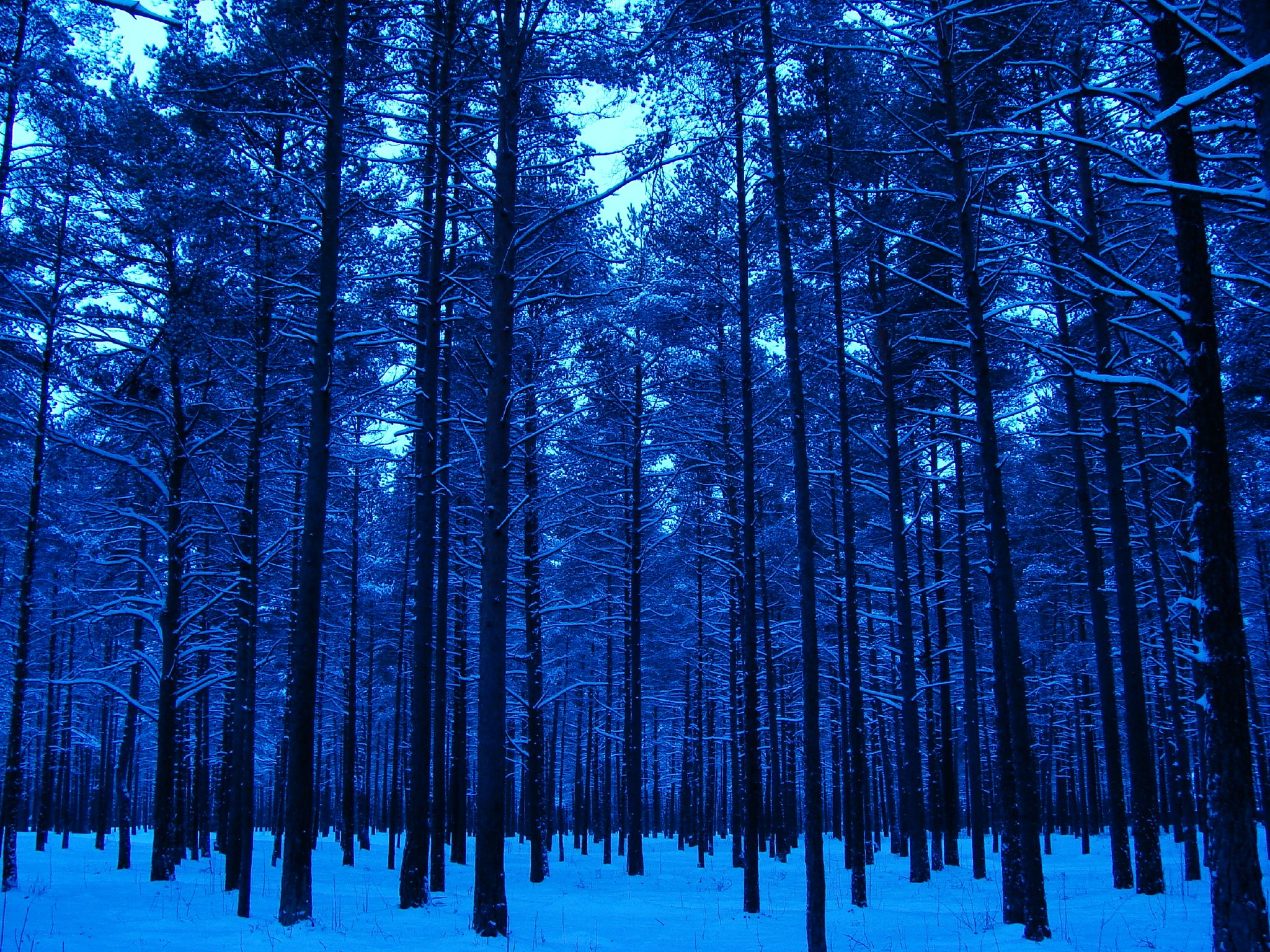
Pinos jóvenes en invierno.

Estonia se encuentra en una zona húmeda, donde la precipitación total supera la evaporación. El promedio de precipitaciones entre 1991 y 2020 varió entre 573 y 761 milímetros al año, siendo más intensas a finales del verano. Se registraron entre 102 y 127 días de lluvia al año, con las mayores precipitaciones en las laderas occidentales de las tierras altas de Sakala y Haanja.

## Clima
| Parámetros climáticos promedio de Estonia                                       | Parámetros climáticos promedio de Estonia | Parámetros climáticos promedio de Estonia | Parámetros climáticos promedio de Estonia | Parámetros climáticos promedio de Estonia | Parámetros climáticos promedio de Estonia | Parámetros climáticos promedio de Estonia | Parámetros climáticos promedio de Estonia | Parámetros climáticos promedio de Estonia | Parámetros climáticos promedio de Estonia | Parámetros climáticos promedio de Estonia | Parámetros climáticos promedio de Estonia | Parámetros climáticos promedio de Estonia | Parámetros climáticos promedio de Estonia |
| Mes                                                                             | Ene.                                      | Feb.                                      | Mar.                                      | Abr.                                      | May.                                      | Jun.                                      | Jul.                                      | Ago.                                      | Sep.                                      | Oct.                                      | Nov.                                      | Dic.                                      | Anual                                     |
| ------------------------------------------------------------------------------- | ----------------------------------------- | ----------------------------------------- | ----------------------------------------- | ----------------------------------------- | ----------------------------------------- | ----------------------------------------- | ----------------------------------------- | ----------------------------------------- | ----------------------------------------- | ----------------------------------------- | ----------------------------------------- | ----------------------------------------- | ----------------------------------------- |
| Temp. máx. media (°C)                                                           | -0.9                                      | -1.1                                      | 2.7                                       | 9.5                                       | 15.6                                      | 19.4                                      | 22.4                                      | 21.3                                      | 16.2                                      | 9.6                                       | 4.1                                       | 1.0                                       | 10.0                                      |
| Temp. mín. media (°C)                                                           | -5.6                                      | -6.5                                      | -3.9                                      | 0.9                                       | 5.6                                       | 10.2                                      | 13.2                                      | 12.5                                      | 8.6                                       | 3.9                                       | 0.0                                       | -3.1                                      | 3.0                                       |
| Precipitación total (mm)                                                        | 49                                        | 39                                        | 35                                        | 34                                        | 42                                        | 70                                        | 67                                        | 81                                        | 58                                        | 72                                        | 61                                        | 53                                        | 662                                       |
| Fuente: http://www.ilmateenistus.ee/kliima/kliimanormid/ohutemperatuur/?lang=en |                                           |                                           |                                           |                                           |                                           |                                           |                                           |                                           |                                           |                                           |                                           |                                           |                                           |

| Parámetros climáticos promedio de Tallin, Estonia (valores normales 1991-2020 y extremos 1805-presente) | Parámetros climáticos promedio de Tallin, Estonia (valores normales 1991-2020 y extremos 1805-presente) | Parámetros climáticos promedio de Tallin, Estonia (valores normales 1991-2020 y extremos 1805-presente) | Parámetros climáticos promedio de Tallin, Estonia (valores normales 1991-2020 y extremos 1805-presente) | Parámetros climáticos promedio de Tallin, Estonia (valores normales 1991-2020 y extremos 1805-presente) | Parámetros climáticos promedio de Tallin, Estonia (valores normales 1991-2020 y extremos 1805-presente) | Parámetros climáticos promedio de Tallin, Estonia (valores normales 1991-2020 y extremos 1805-presente) | Parámetros climáticos promedio de Tallin, Estonia (valores normales 1991-2020 y extremos 1805-presente) | Parámetros climáticos promedio de Tallin, Estonia (valores normales 1991-2020 y extremos 1805-presente) | Parámetros climáticos promedio de Tallin, Estonia (valores normales 1991-2020 y extremos 1805-presente) | Parámetros climáticos promedio de Tallin, Estonia (valores normales 1991-2020 y extremos 1805-presente) | Parámetros climáticos promedio de Tallin, Estonia (valores normales 1991-2020 y extremos 1805-presente) | Parámetros climáticos promedio de Tallin, Estonia (valores normales 1991-2020 y extremos 1805-presente) | Parámetros climáticos promedio de Tallin, Estonia (valores normales 1991-2020 y extremos 1805-presente) |
| Mes | Ene. | Feb. | Mar. | Abr. | May. | Jun. | Jul. | Ago. | Sep. | Oct. | Nov. | Dic. | Anual                                                                                                   |
| --- | --- | --- | --- | --- | --- | --- | --- | --- | --- | --- | --- | --- | --- |
| Temp. máx. abs. (°C)                                                                                    | 9.2 | 10.2 | 15.9 | 27.2 | 31.4 | 32.6 | 34.3 | 34.2 | 28.0 | 21.8 | 14.1 | 11.6 | 34.3 |
| Temp. máx. media (°C)                                                                                   | -0.7 | -1.0 | 2.8 | 9.5 | 15.4 | 19.2 | 22.2 | 21.0 | 16.1 | 9.5 | 4.1 | 1.2 | 9.9 |
| Temp. media (°C)                                                                                        | -2.9 | -3.6 | -0.6 | 4.8 | 10.2 | 14.5 | 17.6 | 16.5 | 12.0 | 6.5 | 2.0 | -0.9 | 6.4 |
| Temp. mín. media (°C)                                                                                   | -5.5 | -6.2 | -3.7 | 0.7 | 5.2 | 9.8 | 13.1 | 12.3 | 8.4 | 3.7 | -0.2 | -3.1 | 2.9 |
| Temp. mín. abs. (°C)                                                                                    | -31.4                                                                                                   | -28.7                                                                                                   | -24.5                                                                                                   | -12.0                                                                                                   | -5.0 | 0.0 | 4.0 | 2.4 | -4.1 | -10.5                                                                                                   | -18.8                                                                                                   | -24.3                                                                                                   | -31.4                                                                                                   |
| Precipitación total (mm)                                                                                | 56 | 40 | 37 | 35 | 37 | 68 | 82 | 85 | 58 | 78 | 66 | 59 | 700 |
| Días de lluvias (≥ 1 mm)                                                                                | 10 | 8 | 9 | 12 | 11 | 13 | 13 | 14 | 17 | 18 | 16 | 12 | 153 |
| Días de nevadas (≥ 1 mm)                                                                                | 19 | 18 | 13 | 5 | 0.4 | 0 | 0 | 0 | 0 | 2 | 11 | 18 | 87 |
| Horas de sol                                                                                            | 29.7 | 58.8 | 148.4                                                                                                   | 217.3                                                                                                   | 306.0                                                                                                   | 294.3                                                                                                   | 312.1                                                                                                   | 255.6                                                                                                   | 162.3                                                                                                   | 88.3 | 29.1 | 20.7 | 1922.7                                                                                                  |
| Humedad relativa (%)                                                                                    | 89 | 86 | 80 | 72 | 69 | 74 | 76 | 79 | 82 | 85 | 89 | 89 | 81 |
| Fuente n.º 1: Estonian Weather Service                                                                  | | | | | | | | | | | | | |
| Fuente n.º 2: Pogodaiklimat.ru (días de lluvia y nieve) y Atlas meteorológico                           | | | | | | | | | | | | | |